# Anders Steen (ishockeyspelare)
Anders Steen, född 28 april 1955 i Nyköping, är en svensk tidigare ishockeyspelare som spelade 42 matcher i NHL. Han spelade också åtta säsonger i Färjestad BK och har 3 SM-silver (1975-76, 1976-77 och 1982-83). Han spelade för Winnipeg Jets i NHL och har också verkat som scout för Calgary Flames.
Han vann poängligan i Elitserien säsongen 1979-80. På 36 matcher gjorde han 30 mål och 16 assist vilket resulterade i 46 poäng.